# 福井県道803号北潟湖畔自転車道線
福井県道803号北潟湖畔自転車道線（ふくいけんどう 803 ごう きたがたこはん じてんしゃどうせん）は、福井県あわら市吉崎1丁目を起点に、同市浜坂に至る一般県道で、北潟湖の一部を周回する総延長3.7kmの自転車道（自転車歩行者専用道路）である。1997年（平成9年）3月28日に認定された。

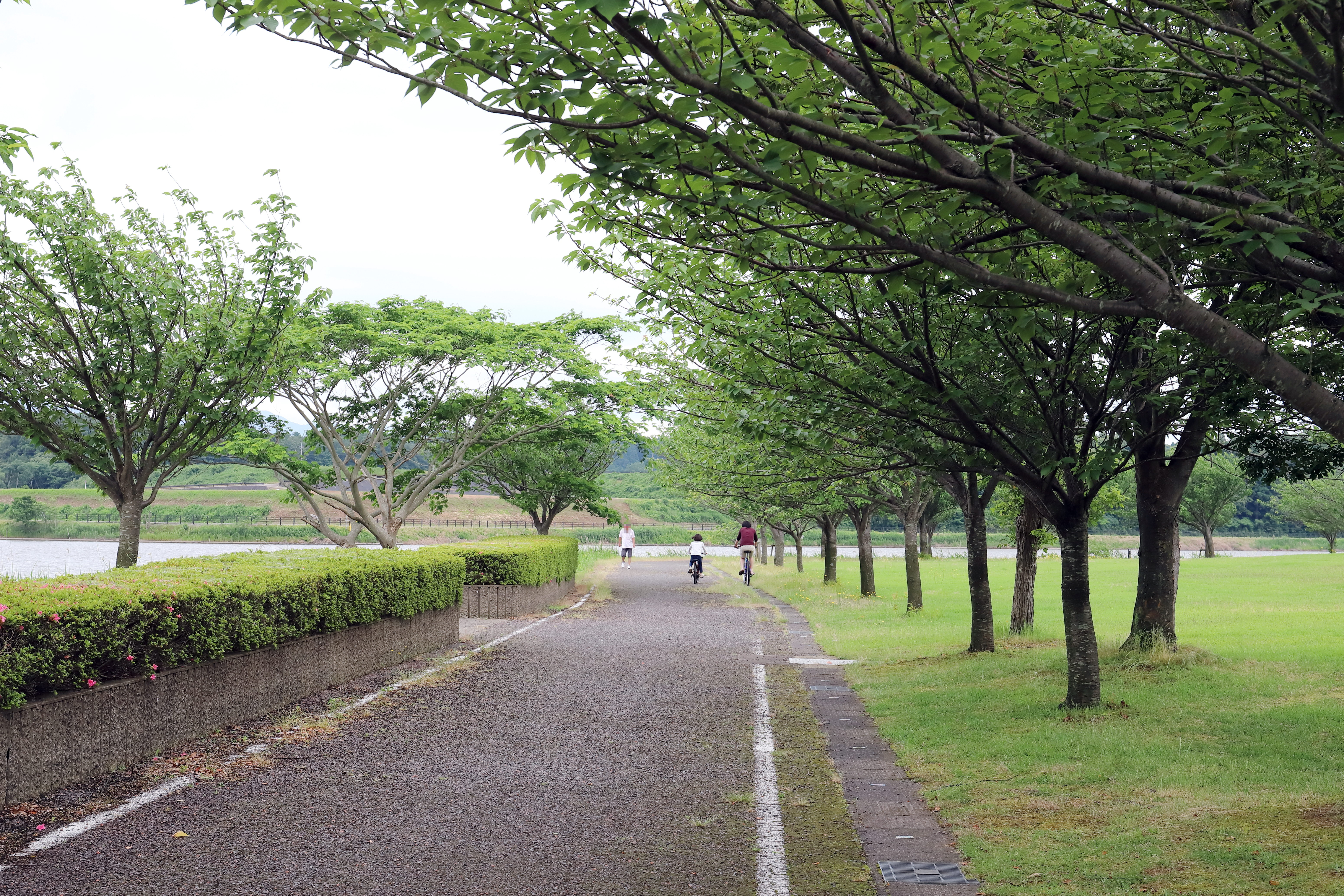
北潟湖ハミングロード

通称「北潟湖ハミングロード」。この路線の一部を含むサイクリングモデルルート、北潟湖サイクリングルートを整備中で、起点付近に道の駅蓮如の里あわらがあり一体的な利用を目指している。

## 通過する市町村
- 福井県
  - あわら市

## 接続道路
- 福井県道120号細呂木停車場北潟線

## 沿線
- 北潟湖

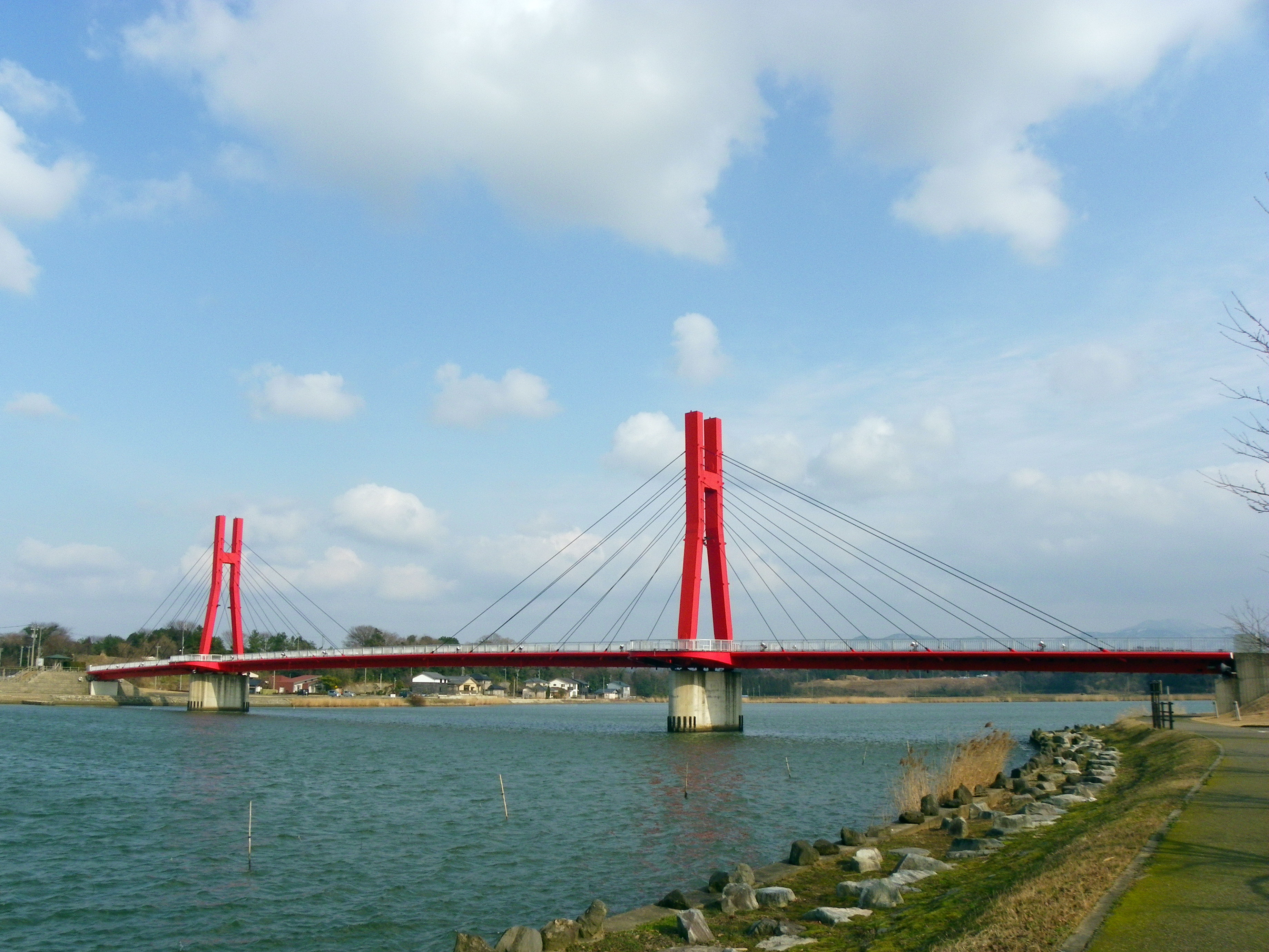
アイリスブリッジ

- アイリスブリッジ（全長170mの真っ赤な斜張橋、歩行者・自転車専用橋）
- あわら北潟温泉 hanaゆらり
- 芦原青年の家
- 北潟湖花菖蒲園
- サイクリングパーク
- ポケットパーク

- 国道305号（国道365号重複）
- 福井県道・石川県道5号福井加賀線
- 福井県道29号福井金津線
- 福井工業大学あわらキャンパス
- 独立行政法人国立病院機構あわら病院

## 別名
- 北潟湖ハミングロード（あわら市）